# تمپل ۱
تمپل ۱ (انگلیسی: Tempel 1) دنباله‌داری دوره‌ای از خانواده دنباله‌دار مشتری است که در سال ۱۸۶۷ توسط ویلهلم تمپل کشف شد. این دنباله‌دار هر ۵/۵ سال یک بار به دور خورشید می‌چرخد.